# ستيف أوسبورن
ستيف أوسبورن (بالإنجليزية: Steve Osborne)‏ (3 مارس 1969 في المملكة المتحدة - ) هو لاعب كرة قدم بريطاني في مركز الهجوم. لعب مع نادي بيتربورو يونايتد ونادي يورك سيتي وChester-le-Street Town F.C. ‏ وSouth Bank F.C. ‏.